# Željko Vasić
Željko Vasić (Zaječar, 10. decembar 1979) srpski je pop pevač, kompozitor i tekstopisac.

## Biografija
Rođen je 10. decembra 1979. godine u Zaječaru.

### Karijera
Muzički talenat nasledio je od oca, koji je takođe muzičar (svira gitaru). Svoj muzički put započinje kada je imao samo devet godina i upisao nižu muzičku školu, koju je završio. Potom se preselio u Beograd, gde je upisao srednju muzičku školu i završio je.
Počeo je sa nastupima po beogradskim klubovima i splavovima, da bi 2000. godine imao prvi javni medijski nastup na festivalu „Sunčane skale” pesmom Vlade Georgieva, Žena kao ti. Pesma postaje veoma popularna među publikom.
Godine 2004, ponovo je nastupio na „Sunčanim skalama” — sada pesmom Pratiš me u stopu, koju je takođe napisao Georgiev. Iste godine godine izdao je maksi singl album pod nazivom Intro, za izdavačku kuću BK saund — sa četiri numere: Bez milosti, Nisam od juče, te dve gore pomenute. Sticajem okolnosti, Vasić se ’našao u senci’ Georgieva, kako zbog toga što je Georgiev autor njegovih prvih pesama tako i zbog slične boje glasa.
Posle duže izdavačke pauze, 2008. godine izdao je pesmu Samo moja, koju je napisao Ranko Slijepčević, kao najavu za istoimeni i svoj prvi studijski album (koji je iste godine objavila izdavačka kuća Goraton). Album je ostvario veliki uspeh, a Željko Vasić debitovao i kao autor nekoliko pesama.
Dve godine kasnije, 2010. godine, održao je prvi solistički koncert u Sava centru. Zatim je održao koncerte u Srpskom narodnom pozorištu u Novom Sadu, gde predstavlja novi singl: Zauvek.
Godina 2012. je bila uspešna u njegovoj karijeri; pesma Voli me i ne voli me postala je mega-hit. Zatim je snimio letnji hit, Zanjiši kukovima; konačno, najnovija pesma, Željo moja jedina, postala je jedna od najslušanijih numera pred sam kraj godine.
Na Radijskom festivalu nastupio je pesmom Traži pesmu. Posle ovoga izdao je singl Pogledaj. Nastupao je na mnogobrojnim festivalima, u razdoblju od 2001. do 2019. godine.
Izdao je još dva albuma posle prvenca Samo moja: Letnji intermezzo 2013. godine i Nema dalje 2016. godine.

## Privatni život
Željko je oženjen i ima dvoje dece. Živi u Beogradu.

## Diskografija
Albumi
- Samo moja (2008)
- Letnji intermezzo (2013)
- Nema dalje (2016)

Singlovi
- Intro (2004)
- Zanjiši kukovima (2012) sa Cvija
- Australija i Amerika (2013) duet sa Dado Glišić
- Izvini (2013) duet sa Neda Ukraden
- Svrati na piće (2014)
- Svako ima nekog koga nema (2014)
- Lozinka za raj (2015) duet sa Nina Badrić
- Jugolsavija (2015) duet sa Ana Bebić
- No pasaran (2017)
- Ne gubi veru u ljude (2020)
- Companero (2022)
- Ako mi se dogodi (2023)
- Prokleto muško (2023)
- Nek stane sve (2023)
- Ova noć neće biti ponovo (2023) sa Duletom Lusinom
- Poljubi me jednom (2024)
- Miris kože (2024)
- Moja ostani (2024)

## Festivali
Sunčane skale, Herceg Novi:
- Žena kao ti, 2009
- Pratiš me u stopu, 2004
- Samo da dobro si, 2007

Vrnjačka Banja:
- Kad ti zatreba, drugo mesto i nagrada za najbolju mušku interpretaciju, 2009
- Zauvek, 2010
- Okrenuću svet, pobednička pesma, 2011

Radijski festival, Srbija:
- Zauvek, 2010
- Traži pesmu, 2013

Proleće u Beogradu:
- Svako ima nekog koga nema, 2014

Beogradsko proleće:
- Osmeh (Dečje beogradsko proleće), 2019
- Kompanjero, druga nagrada publike, 2022
- Ljubav šta je (Dečje beogradsko proleće), 2023

Skale, Herceg Novi:
- Nemam ja, 2022

## Spoljašnje veze
- Željko Vasić na sajtu  (jezik: engleski)
- Biografija Arhivirano na veb-sajtu  (18. maj 2012) — Biografija.info (језик: хрватски)